# Chinesischer Knoten

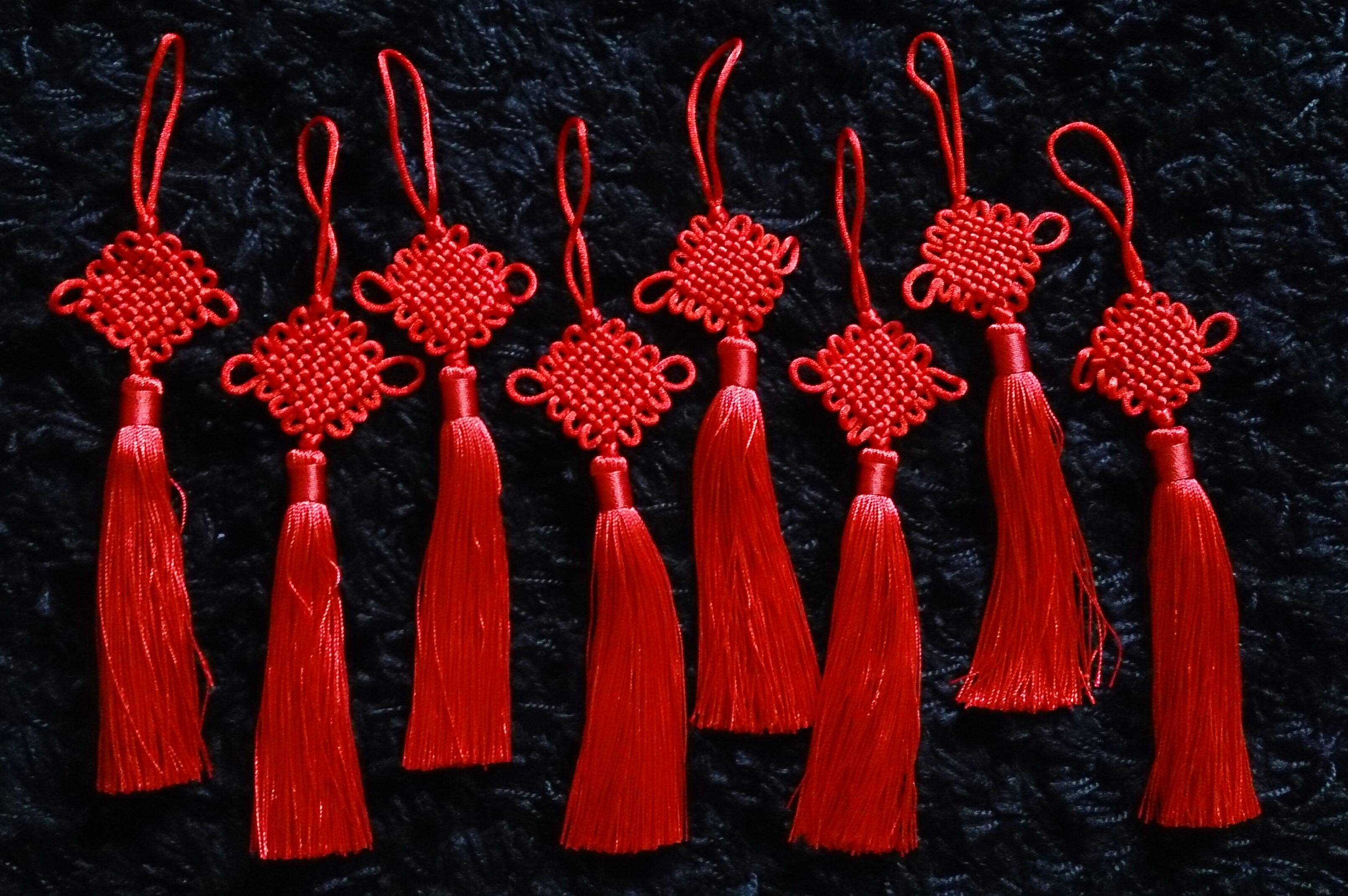
Chinesische Knoten

Chinesischer Knoten (chinesisch: 中国结; Pinyin: Zhōngguó jié; früher Luòzi genannt) ist eine dekorative Handwerkskunst, die als eine Form der chinesischen Volkskunst in der Tang- und Song-Dynastie (960–1279) in China entstand und später in der Ming-Dynastie populär wurde. Häufig werden die Knoten auch als „traditionelle chinesische dekorative Knoten“ bezeichnet. In anderen Kulturen sind sie als „dekorative Knoten“ bekannt. Die japanischen und die koreanischen Knoten wurden zudem von den chinesischen Originalen beeinflusst.

## Geschichte

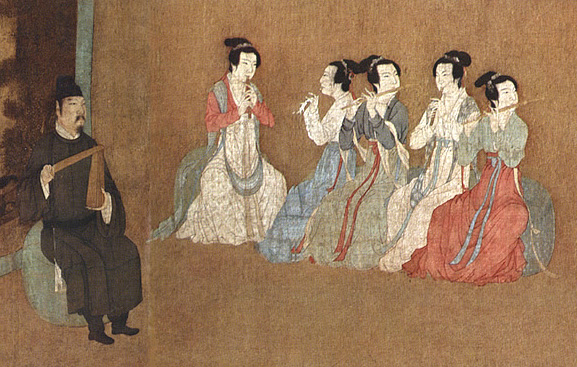
Chinesisches Gemälde des 12. Jahrhunderts „Nachtbankett des Han Xizai“ (韩熙载夜宴图) mit Musikern im Hanfu

Einige der frühesten Nachweise von Verknotungen sind auf Bronzegefäßen der Zeit der Streitenden Reiche (475 v. Chr.–221 v. Chr.), auf buddhistischen Schnitzereien der Nördlichen Dynastien (317–581) und auf Seidenmalereien in der westlichen Han-Zeit (207 v. Chr.–9 n. Chr.) erhalten.
Neben praktischen Funktionen hat der Knoten nach und nach auch ästhetische Bedeutung gewonnen. Seit der Zeit der Streitenden Reiche wurden Knoten zur Bekleidungsdekoration genutzt. Traditionell soll beim Tragen chinesischer Hanfu ein Gürtel um die Taille geschnürt werden. Der Knoten war seitdem ein wichtiges Accessoire der Bekleidungsdekoration.
In der Tang- und Song-Dynastie wurden die Knoten immer öfter zur Dekoration von Kostümen und Handwerksprodukten verwendet. In der Ming- und Qing-Dynastie entstanden eine Vielzahl von chinesischen Knoten mit unterschiedlichen Zwecken, Namen und Stilen. Die Entwicklung der chinesischen Knoten erreichte ihren Höhepunkt, so dass sich die Knoten von der Dekoration zur Kunst hin entwickelt hatten.
Während die Technik des Knüpfens zu immer komplexeren Mustern voranschritt, entwickelten sich die Knotenformen im Laufe der Zeit stetig weiter. Während der Qing-Dynastie haben die chinesischen Knoten schließlich einen Bedeutungswandel erfahren, indem sie sich von der Folklore zu einer in China anerkannten traditionellen Kunstform entwickelten.

## Herstellung
Die Knoten werden aus Draht oder Seil hergestellt und sind in der Regel doppelschichtig und symmetrisch. Die verschiedenen Knoten werden miteinander kombiniert und verziert. Jede Grundstruktur wird nach ihrer Form und ihrer Bedeutung benannt, wie etwa „Glück und Langlebigkeit“, „Doppeltes Glück“, „Glückes Geschick“ und „Gute Reise!“, was als Segen oder Gebet gilt.

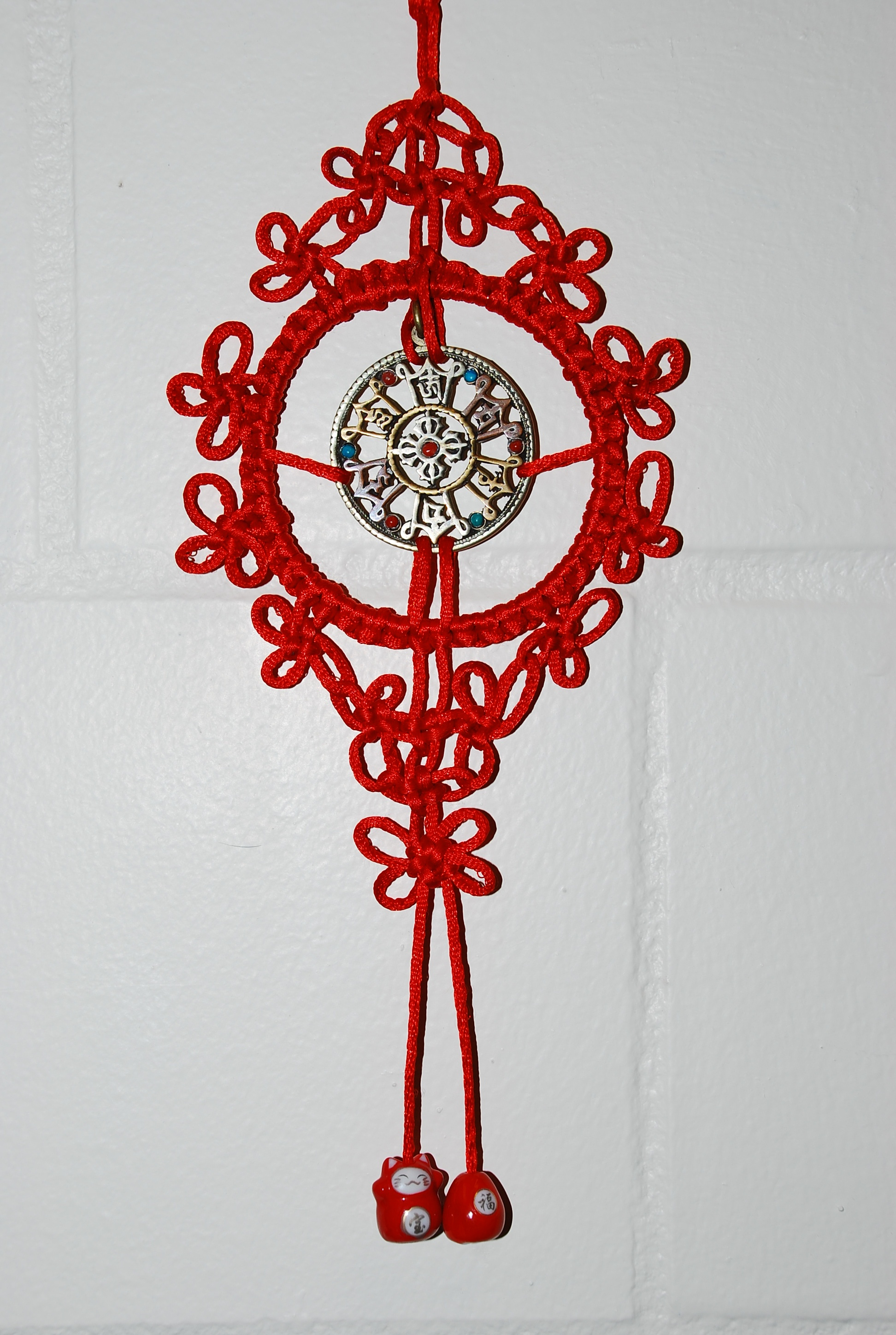
Roter Knoten

## Material
Das wichtigste Material chinesischer Knoten ist der Faden. Dieser besteht normalerweise aus Seide, Baumwolle, Leinen, Nylon oder Mischungen dieser Materialien. Zudem ist der verwendete Faden in der Regel einfarbig. Sehr häufig sind hierbei die Farben Rot, Gold, Grün, Blau oder Schwarz. Am häufigsten verwendet man jedoch rote Fäden.

## Einfluss
In Korea werden dekorative Knoten „Maedeup“ (auf Koreanisch: 매듭) genannt. Der Ursprung der Maedeup liegt in der Zeit der Drei Reiche von Korea im ersten Jahrhundert. Maedeup-Artikel wurden zunächst bei religiösen Zeremonien verwendet. Inspiriert von chinesischen Knoten, durch die Entdeckung einer Wandmalerei in Anak, Provinz Hwanghae, jetzt in Nordkorea (datiert 357 CE) wurde festgestellt, dass das Knüpfen von Knoten aus Seide in dieser Zeit weit verbreitet war und von chinesischen Knoten inspiriert wurde. Der Adel hängte sich dekorative Verknüpfungen an Seidenkleider, Schmuck, Schwerter, Riemen und persönliche Gegenstände. Jetzt werden sie noch weiterhin bei zeitgenössischen Hochzeitszeremonien verwendet. Maedeup ist immer noch eine häufig praktizierte traditionelle Kunst, vor allem unter den älteren Generationen.
Der grundlegendste Maedeup-Knoten heißt Dorae- oder Doppelanschluss-Knoten. Der Dorae-Knoten wird am Anfang und beim Abschluss der meisten Knotwerke verwendet. Es gibt ungefähr 33 Grundformen von koreanischen Knoten, die nach Herkunftsregion variieren. Besonders bekannt sind als repräsentativstes Werk die Bong-Sool-Quasten, da sie oft von Amerikanern und Europäern als Souvenir für Makramee-style-Wandbehänge gekauft werden.

## Weiterentwicklung
Zur heutigen Zeit hin befinden sich die chinesischen Knoten in Einklang mit dem modernen Lebensstil und haben sich in einer Reihe von Produkten, vor allem in Ornamenten und Kostümen, manifestiert. So werden die chinesischen Knoten als vielerlei Arten von Schmuck und Accessoires verwendet, wie zum Beispiel große Wandbehänge, Indoor-Anhänger, Autoschmuck, Ringe, Ohrringe, Armbänder, Halsketten, Gürtel, klassische Plattenknöpfe usw.